# Affaire Fritzl

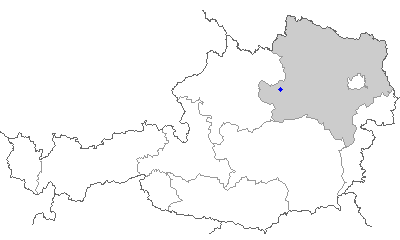
Amstetten en Autriche, point bleu à l'ouest (gauche) de la partie grisée.

L'affaire Fritzl est une affaire d'inceste et de séquestration révélée en 2008. À 42 ans, une Autrichienne, Elisabeth Fritzl, déclare qu'elle a été emprisonnée, violée et physiquement agressée par son père, Josef Fritzl, pendant vingt-quatre ans.
La police autrichienne explique que son père, Josef Fritzl l'a séquestrée dans une cave insonorisée dans le sous-sol de sa maison, à Amstetten en Basse-Autriche à cent kilomètres de Vienne. En captivité, elle a donné naissance à sept enfants, tous engendrés par les viols de son père. L'un d'entre eux, Mikael, est mort peu après sa naissance, trois d'entre eux ont été élevés avec leur mère depuis leur naissance jusqu'à leur libération en avril 2008 et les trois autres ont été adoptés par le père et son épouse Rosemarie. Josef Fritzl disait avoir trouvé les enfants devant sa porte, avec une lettre prétendument de leur mère (Elisabeth Fritzl) confirmant cet abandon. Les lettres auraient bien été écrites par Elisabeth, mais « dictées » par Joseph Fritzl.
Durant toutes ces années, Josef Fritzl cacha à sa famille, y compris à la propre mère d'Elisabeth, Rosemarie Fritzl, la détention de sa fille, faisant croire qu'elle avait rejoint une secte. Elisabeth Fritzl est libérée le 26 avril 2008, après une enquête des services sociaux autrichiens, à la suite de l'hospitalisation de l’aînée de ses enfants.

## Chronologie

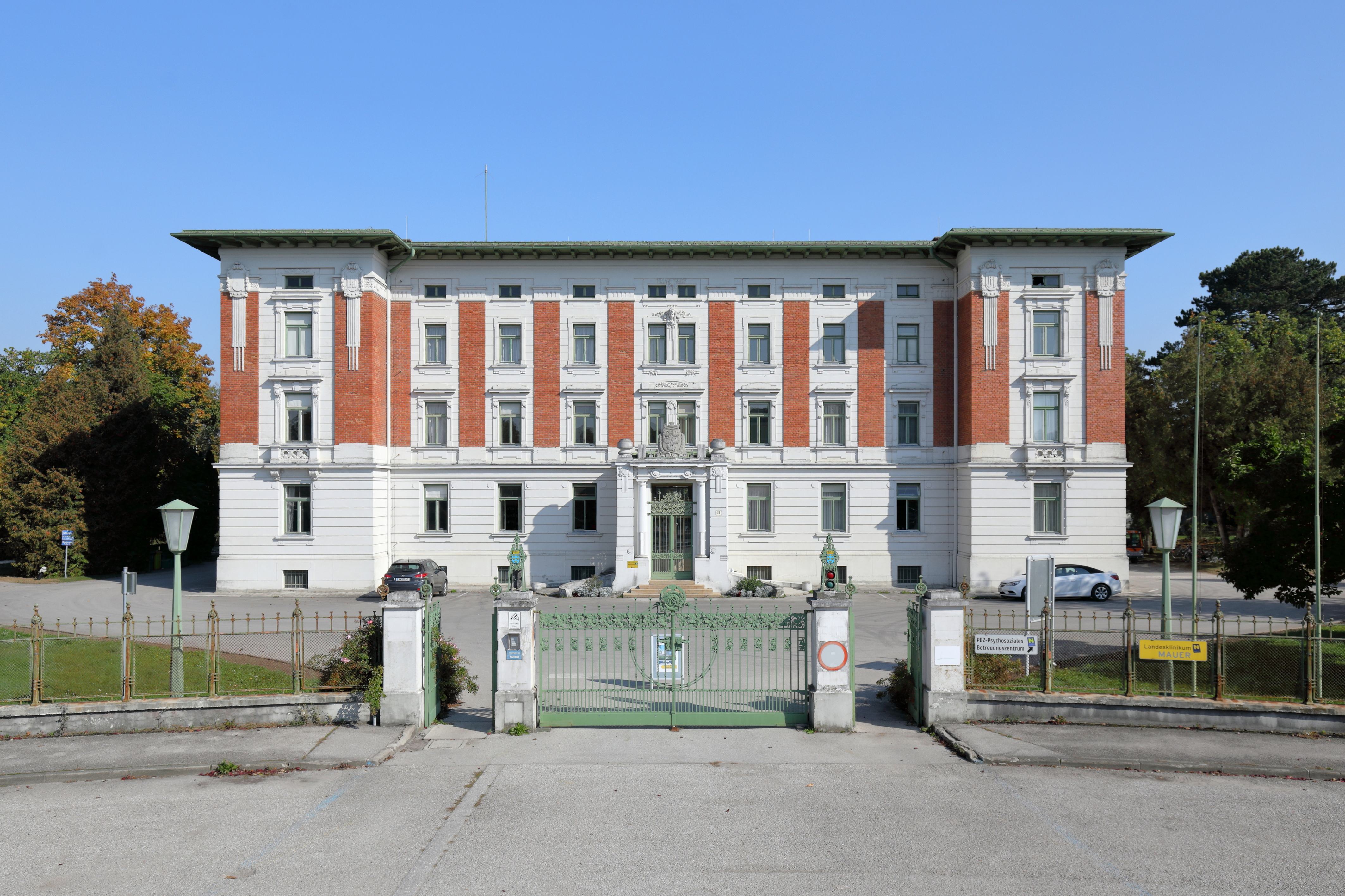
Hôpital de Amstetten où sont hébergés Elisabeth Fritzl et ses enfants après la révélation de l'affaire.

En 1977, Elisabeth Fritzl est violée par son père pour la première fois à 11 ans. L'année suivante, Josef Fritzl obtient un permis de construire en règle pour un abri anti-atomique, démarche habituelle en temps de Guerre froide. Les travaux sont vérifiés par l'administration. En janvier 1983, Elisabeth Fritzl commet sa première fugue pendant trois semaines à Vienne, à 16 ans. Une seconde tentative de fugue a lieu à 18 ans, en 1984.
Le 28 août 1984, Elisabeth Fritzl est droguée par son père avec un chiffon imbibé d'éther placé sur son visage. Il la menotte puis l'enferme dans la cave aménagée et signale sa disparition à la police. Un mois plus tard, son père l'oblige à écrire une lettre demandant à ce qu'on cesse de la rechercher. 
En novembre 1986, Elisabeth Fritzl fait une fausse couche après la dixième semaine de grossesse.
Le 30 août 1988, naissance de Kerstin, sa fille aînée qui restera dans la cave jusqu'en 2008. Elle n'aurait initialement pas reçu de prénom.
Le 1er février 1990, naissance de Stefan : il restera aussi dans la cave jusqu'en 2008. 
Le 29 août 1992, naissance de Lisa. Le 18 mai 1993, à 9 mois, la petite fille est déposée devant la maison avec une lettre prétendument d'Elisabeth, et sera adoptée. 
Le 26 février 1994, naissance de Monika. Le 15 décembre 1994, Josef la présentera à l'extérieur. Elle sera également adoptée par les grands-parents. 
Le 28 avril 1996, naissance de jumeaux. Alexandre survit et sera adopté, mais l'autre jumeau Mikael décède à  trois jours et sera incinéré dans une chaudière. 
Le 16 décembre 2002, naissance de Felix. Il restera dans la cave jusqu'en 2008. C'est le dernier enfant qu'aura Élisabeth. 
Le 19 avril 2008, Kerstin tombe gravement malade et Josef Fritzl doit l'amener à l'hôpital. C'est à la suite de cette hospitalisation que l'affaire est révélée. Un appel à témoins est lancé dans les médias. Le 26 avril 2008, les médecins lancent un avis de recherche : il y va de la vie de Kerstin. C'est en voyant cet appel à la télévision, depuis sa prison, qu'Elisabeth Fritzl, frêle et fragile, trouve la force de se rebeller contre son père et exige de lui qu'il la conduise auprès des médecins. Le 26 avril 2008, appel au commissariat d’Amstetten à 8 heures du soir. Elisabeth Fritzl raconte son histoire aux médecins, Josef Fritzl reconnaît les faits. Le 30 avril 2008, les habitants d'Amstetten organisent une veillée aux flambeaux. Le 8 juin 2008, l'hôpital d'Amstetten annonce que Kerstin est sortie de son coma artificiel. 
Le procès de Josef Fritzl commence le 16 mars 2009 et dure quatre jours. Le 19 mars 2009, il est condamné à la prison à vie.

## «Cave-prison»
Située au 40 Ybbstrasse, la « cave-prison » est un local de 60 m2 pour 1,70 m de hauteur et sans fenêtres. Il s'agissait à l'origine d'un abri anti-atomique dont la construction a commencé en 1978 alors qu'Elisabeth Fritzl avait 12 ans.
Il comprend une douche, des toilettes, des lits, une machine à laver, une petite cuisine, une télévision et une armoire à pharmacie. Josef Fritzl avait menacé ses quatre prisonniers, en disant qu'un gaz mortel serait répandu dans la prison en cas de tentative d'évasion. La véracité de cette menace n'a pas été confirmée par la police criminelle,.
En juin 2013, des travaux débutent afin de boucher la cave en injectant du béton liquide dans plusieurs pièces.

## Profil du criminel
Josef Fritzl, né en 1935 à Amstetten, est un ingénieur électricien à la retraite, décrit comme « dominant et autoritaire ». Il est propriétaire de plusieurs appartements d'une valeur estimée à deux millions d'euros ainsi que d'une société de vente de sous-vêtements féminins. Il a également possédé un restaurant sur les bords du lac Mondsee dans les années 1970, mais a été condamné pour l'avoir incendié volontairement (fraude à l'assurance). Fritzl a été condamné dans les années 1960 pour pyromanie et attentat à la pudeur.
Fin avril 2008, il est incarcéré à Sankt-Pölten. Josef Fritzl semblait mener une vie normale pendant la période de séquestration de sa fille. D'après des médias allemands et autrichiens, il a effectué plusieurs voyages de vacances à l'étranger et il partait deux mois chaque été avec sa femme à Salzbourg, mais revenait chaque semaine, vraisemblablement pour ravitailler ses prisonniers.

## Suites judiciaires
Joseph Fritzl, qui a avoué les faits après son arrestation, garde désormais le silence sur les conseils de son avocat, Rudolf Mayer. Ce dernier annonce qu'il va plaider la démence de son client. Le principal enquêteur est Franz Polzer, chef de la brigade criminelle de Basse-Autriche, et le procureur est  Christiane Burkheiser. Elisabeth Fritzl est défendue par Christoph Herbst. Le 11 juillet 2008, elle a été entendue pour la première fois par le juge. Son audition a été enregistrée et a été diffusée à la télé à la fin de l'année 2008. Gerhard Sedlacek, le procureur de Sankt-Pölten, annonce le 4 août 2008 que Josef Fritzl pourrait être poursuivi pour esclavage, risquant vingt ans de prison. Une reconstitution a été effectuée en sa présence le 23 septembre 2008. Une des principales questions de la justice est de savoir si, dans le cas où il se serait absenté longtemps, la porte se serait ouverte toute seule, ou pas.
Josef Fritzl a tenté de vendre les procès verbaux de ses auditions à un journal à sensation britannique mais a échoué. Le 13 novembre 2008, le parquet l'a officiellement accusé du meurtre d'un enfant nouveau-né. Son procès commence le 16 mars 2009 à Sankt-Pölten. Selon son avocat Me Mayer, Josef Fritzl plaidera coupable.
Le 19 mars 2009, il est condamné à la prison à vie.

## Médias et fictions
Le rappeur français Kery James fait une référence à l'affaire Fritzl dans la musique Paro de l'album Réel.
Le rappeur français Alpha Wann (1995) le cite également sur la musique de Fait maison présente sur la compilation 22h-06h : « Je veux faire mes trucs à la maison comme Joseph Fritzl ».
Le rappeur Sneazzy lui aussi membre de 1995 l'a aussi mentionné dans un freestyle : « J'veux être hardcore et on m'appelle Joseph Fritzl. ».
Le groupe allemand Rammstein a écrit une chanson sur ce fait divers, intitulée Wiener Blut (dont la traduction littérale est « sang viennois »), disponible sur l'album Liebe ist für alle da, en mémoire de cette femme séquestrée.
Le groupe allemand Caliban a écrit deux chansons sur ce fait divers intitulées 24 Years et The Denegation of Humanity (24 ans et La négation de l'humanité), qui figurent sur l'album Say Hello To Tragedy.
Le groupe français Percubaba a écrit une chanson sur ce fait divers intitulée Poubelle la vie dans l'album Primitifs sorti en juin 2010.
Le groupe de brutal death metal français Benighted sort en 2011 un concept album qui raconte l'histoire d'un schizophrène qui nourrit son délire et sa paranoïa sur ce qu'il a vu à la télé sur la vie de Josef Fritzl.
Le groupe de musique canadien Die Mannequin a écrit une chanson s'intitulant Locking Elizabeth s'inspirant de l'histoire de la jeune fille.
Le groupe américain de grindcore/deathcore The Boy Will Drown a également fait part de deux morceaux sur leur album Fetish s’appelant respectivement Joseph Fritzl et Elizabeth Fritzl.
Le groupe de death metal Cerebral Bore a composé un morceau relatant les faits, intitulé 24 Year Party Dungeon.
Le groupe suisse de death metal mélodique Dreamshade consacre également une chanson à Elisabeth Fritzl, Elizabeth, sur leur album The Gift Of Life.
L'écrivain français Régis Jauffret publie en janvier 2012 le roman Claustria qui fait référence à cette histoire.
Le roman Room (en) d'Emma Donoghue, sorti le 6 août 2010, s'inspire de cette affaire. Ce best-seller est adapté en 2015 en film, Room.
Le film Girl in the Basement sorti en 2021, est aussi inspiré de cette affaire.
La mini série allemande Chère petite (Liebes Kind) d'Isabel Kleefeld, adaptée du roman éponyme écrit par la romancière Romy Hausmann, s'inspire entre autres des histoires d'Elisabeth Fritzl et de Natascha Kampusch.